# Gene Pitney Sings World-Wide Winners
| Recensione | Giudizio |
| ---------- | -------- |
| AllMusic   | [ 1 ]    |

Gene Pitney Sings World-Wide Winners è una compilation discografica di Gene Pitney, pubblicato dall'etichetta discografica Musicor Records nel giugno (o) luglio del 1963.
Contiene i principali hit dei primi due albums di Pitney, eccetto tre inediti (Mr. Moon, Mr. Cupid and I, Louisiana Mama e Garden of Love).

## Tracce
Lato A
1. Mr. Moon, Mr. Cupid and I – 2:40 (Gene Pitney) – Brano inedito, registrato (circa) giugno 1961 a New York
2. Only Love Can Break a Heart – 2:50 (Hal David, Burt Bacharach) – Tratto dall'album: Only Love Can Break a Heart (1962)
3. If I Didn't Have a Dime (To Play the Jukebox) – 2:25 (Bertrand Russell Berns, Phil Medley) – Tratto dall'album: Only Love Can Break a Heart (1962)
4. The Man Who Shot Liberty Valance – 2:49 (Hal David, Burt Bacharach) – Tratto dall'album: Only Love Can Break a Heart (1962)
5. Louisiana Mama – 2:16 (Gene Pitney) – Brano inedito, registrato (circa) nel novembre 1960 al Dick Charles Recording Studio di New York
6. Every Breath I Take – 2:40 (Gerry Goffin, Carole King) – Tratto dall'album: The Many Sides of Gene Pitney (1962)

Lato B
1. Tower - Tall – 3:18 (Mel Mandel, Norman Sachs) – Tratto dall'album: Only Love Can Break a Heart (1962)
2. Hello Mary Lou – 2:10 (Gene Pitney) – Tratto dall'album: The Many Sides of Gene Pitney (1962)
3. Half Heaven - Half Heartache – 2:45 (Aaron Schroeder, Wally Gold, George Goehring) – Tratto dall'album: Only Love Can Break a Heart (1962)
4. Garden of Love – 1:42 (Gene Pitney) – Brano inedito, registrato (circa) maggio 1963 a New York
5. Town Without Pity – 2:53 (Ned Washington, Dimitri Tiomkin) – Tratto dall'album: The Many Sides of Gene Pitney (1962)
6. (I Wanna) Love My Life Away – 1:52 (Gene Pitney) – Tratto dall'album: The Many Sides of Gene Pitney (1962)

## Musicisti
- Gene Pitney - voce
- Altri musicisti non accreditati

Note aggiuntive
- Aaron Schroeder e Wally Gold - produttori
- Judith Lovendale - note di retrocopertina